# Cybaeus minor
Espèce
Cybaeus minor est une espèce d'araignées aranéomorphes de la famille des Cybaeidae.

## Distribution
Cette espèce se rencontre en Europe.

## Description
Les mâles mesurent de 5 à 6 mm et les femelles de 5 à 6 mm.

## Publication originale
- Chyzer & Kulczyński, 1897 : Araneae Hungariae secundum collectiones a Leone Becker pro parte perscrutatas, conscriptae a Cornelio Chyzer at Ladislao Kulczyński. Budapestini, Editio Academiae Scientiarum Hungaricae, vol. 2, p. 151-366.